# 워해머 40,000: 돈 오브 워: 윈터 어설트
《워해머 40,000: 돈 오브 워: 윈터 어설트》(Warhammer 40,000: Dawn of War: Winter Assault)는 렐릭 엔터테인먼트에서 개발하고 THQ에서 출시한 실시간 전략 게임이다. 워해머 40,000: 돈 오브 워의 후속작이다. 전편과의 차이점은 '임페리얼 가드(Imperial Guard)' 종족이 추가되고 스페이스 마린의 챔피언, 카오스의 코른 버저커, 오크의 메가 아머드 놉, 엘다의 파이어 드래곤이 각각 추가 되었다. 또한 싱글 플레이에서 새로운 임페리얼 가드, 엘다, 오크, 카오스의 캠패인 미션이 추가되었다.
캠패인 미션은 선의 세력과 악의 세력으로 나뉘어 있으며, 선의 세력이나 악의 세력이나 똑같은 캠패인 미션을 하게 되는데 여기에서 플레이어가 어떤 종족을 미션을 완수하느냐에 따라 선의 세력은 임페리얼 가드와 엘다 중 하나, 악의 세력은 오크와 카오스 중 하나의 엔딩을 볼 수 있다.
이 게임은 전작인 워해머 40,000: 돈 오브 워가 있어야만 플레이 가능하다.

## 평가
| Dawn of War: Winter Assault |            |
| --- | ---------- |
| 통합 점수 통합사 점수 게임랭킹스 85.67/100% [ 1 ] 메타크리틱 85/100 [ 2 ] 평론 점수 평론사 점수 CGW 90/100 유로게이머 80/100 게임프로 80/100 게임스팟 83/100 [ 3 ] 게임스파이 90/100 IGN 85/100 |            |
| 통합 점수 |            |
| 통합사 | 점수       |
| 게임랭킹스 | 85.67/100% |
| 메타크리틱 | 85/100     |
| 평론 점수 |            |
| 평론사 | 점수       |
| CGW | 90/100     |
| 유로게이머 | 80/100     |
| 게임프로 | 80/100     |
| 게임스팟 | 83/100     |
| 게임스파이 | 90/100     |
| IGN | 85/100     |

## 같이 보기
- 제국 근위대